# Андикитира (пролив)
Андики́тира (греч. Αντικύθηρα) — пролив между островами Андикитира и Крит на юге Греции. С северной стороны ограничен мысом Аполитарес острова Андикитира, с южной — мысом Кокала острова Агрия-Грамвуса. Один из трёх юго-западных проливов, соединяющих южную часть Эгейского моря со Средиземным.
Ширина до 30 км, глубина до 823 м.
По проливу проходит граница между номами Пирей и Ханья.